# David di Donatello 1985
La 30a edició dels premis David di Donatello, concedits per l'Acadèmia del Cinema Italià va tenir lloc el 16 de juny de 1985 al Capitoli de Roma. El premi consistia en una estatueta dissenyada per Bulgari.

## Guanyadors

### Millor pel·lícula
- Carmen, dirigida per Francesco Rosi
- Kaos, dirigida per Paolo i Vittorio Taviani
- Uno scandalo perbene, dirigida per Pasquale Festa Campanile

### Millor director
- Francesco Rosi - Carmen
- Pupi Avati - Impiegati
- Paolo e Vittorio Taviani - Kaos

### Millor director novell
- Luciano De Crescenzo - Così parlò Bellavista
- Francesca Comencini - Pianoforte
- Francesco Nuti - Casablanca, Casablanca

### Millor argument
- Paolo Taviani, Vittorio Taviani i Tonino Guerra - Kaos
- Pupi Avati i Antonio Avati - Noi tre
- Suso Cecchi D'Amico - Uno scandalo perbene

### Millor productor
- Giuliani G. De Negri - Kaos (ex aequo)
- Fulvio Lucisano - Uno scandalo perbene (ex aequo)
- Gaumont - Carmen

### Millor actriu
- Lina Sastri - Segreti segreti
- Giuliana De Sio - Casablanca, Casablanca
- Lea Massari - Segreti segreti
- Julia Migenes - Carmen

### Millor actor
- Francesco Nuti - Casablanca, Casablanca
- Ben Gazzara - Uno scandalo perbene
- Michele Placido - Pizza connection

### Millor actriu no protagonista
- Marina Confalone - Così parlò Bellavista
- Valeria D'Obici - Uno scandalo perbene
- Ida Di Benedetto - Pizza connection

### Millor actor no protagonista
- Ricky Tognazzi - Qualcosa di biondo
- Ruggero Raimondi - Carmen
- Paolo Bonacelli - Non ci resta che piangere

### Millor músic
- Carlo Savina - Pizza Connection
- Nicola Piovani - Kaos
- Riz Ortolani - Noi tre

### Millor fotografia
- Pasqualino De Santis - Carmen
- Giuseppe Lanci - Kaos
- Alfio Contini - Uno scandalo perbene

### Millor escenografia
- Enrico Job - Carmen
- Francesco Bronzi - Kaos
- Enrico Fiorentini - Uno scandalo perbene

### Millor vestuari
- Enrico Job - Carmen
- Lina Nerli Taviani - Kaos
- Mario Carlini - Uno scandalo perbene

### Millor muntatge
- Ruggero Mastroianni - Carmen
- Roberto Perpiggnani - Kaos
- Nino Baragli - Segreti segreti

### Millor actriu estrangera
- Meryl Streep - Falling in love
- Mia Farrow - Broadway Danny Rose
- Nastassja Kinski - Paris, Texas

### Millor actor estranger
- Tom Hulce - Amadeus (Amadeus)

### Millor director estranger
- Miloš Forman - Amadeus
- Sergio Leone - Hi havia una vegada a Amèrica (Once Upon A Time In America)
- Roland Joffé - Els crits del silenci (The Killing Fields)

### Millor productor estranger
- David Puttnam - Els crits del silenci (The Killing Fields)

### Millor guió estranger
- Woody Allen - Broadway Danny Rose (Broadway Danny Rose)

### Millor pel·lícula estrangera
- Amadeus (Amadeus), dirigida per Miloš Forman

### Premi Alitalia
- Francesco Rosi - Carmen

### David Luchino Visconti
- Rouben Mamoulian (ex aequo)
- István Szabó (ex aequo)

### David René Clair
- Wim Wenders

### David especial
- Italo Gemini, a la carrera (pòstum)
- Sandro Pertini